# بنی زواد (یمن)
 بنی زواد  (در عربی:  بَنی الزَواد )
نام روستایی است در دهستان بَنُو العَوّام از توابع استان حَجّه در کشور یمن در شبه جزیره عربستان.

## جمعیت
جمعیت آن (۷۰ ) نفر (۷ خانوار) می‌باشد.